# Trigonodes pusilla
Trigonodes pusilla là một loài bướm đêm trong họ Noctuidae.